# Araujuzon
Araujuzon é uma comuna francesa na região administrativa da Nova Aquitânia, no departamento dos Pirenéus Atlânticos. Estende-se por uma área de 6,89 km². Em 2010 a comuna tinha 197 habitantes (densidade: 28,6 hab./km²).